# Paróquia Nossa Senhora das Dores de Uberlândia
A Paróquia Nossa Senhora das Dores é uma circunscrição eclesiástica católica, pertencente à Diocese de Uberlândia. Foi fundada em 6 de abril de 1969 por Dom Almir Marques Ferreira. Está localizada no Bairro Fundinho, Região Central de Uberlândia.
- Pároco: Pe. Hudson Inácio de Almeida
- Vigário: Pe. Fábio Marinho Borges
- Diáconos Permanentes: Antônio Eustáquio Marciano e Luciano Antônio Abdalla